# Списак банака у Казахстану
Списак банака у Казахстану. Наведене су домаће и стране банке. 

## 1. јануар 2018
1. Народна банка Казахстана (Народный банк Казахстана)
2. ЦентарКредит банка (Банк ЦентрКредит)
3. АРФБанка (АТФБанк)
4. Евразијска банка (Евразийский банк)
5. Каспи банка (Kaspi bank)
6. Сбербанка (Сбербанк)
7. Ситибанка Казахстан (Ситибанк Казахстан)
8. Нурбанк (Нурбанк)
9. First Heartland Jýsan Bank
10. ForteBank
11. Жилстројсбербанк Казахстана (Жилстройсбербанк Казахстана)
12. Алфа банка (Альфа-банк)
13. KazInvestBank
14. Кинеска банка (Bank of China, Банк Китая в Казахстане)
15. ВТБ банка (Банк ВТБ (Казахстан))
16. Хоум кредит анд финанс банк (Хоум кредит энд финанс банк, Банк Хоум Кредит)
17. Кинеска ТПБ банка (ТПБ Китая)
18. АзијаКредит банка (AsiaCredit Bank)
19. КЗН банка (КЗИ Банк)
20. Kassa Nova банк (Банк Kassa Nova)
21. RBK banka (Bank RBK)
22. Шинхан банка Казахстана (Шинхан Банк Казахстан)
23. Исламска банка Ал-Хилал (Al Hilal, Исламский банк Аль-Хиляль)
24. Тенгри банка (Tengri Bank, PNB Казахстан Банк)
25. Capital Bank
26. Алтин банка (Алтын Банк)
27. Заман банка(Заман-Банк)
28. Национална банка Пакистана (Национальный банк Пакистана)

Банкротиране банке
У 2017. години су банкротирале следеће банке: Делта банка и Казинвест банка.